# پیتر سینگر
پیتر آلبرت دیوید سینگر (Peter Albert David Singer) (زاده ۶ ژوئیه ۱۹۴۶)، فیلسوف اخلاق استرالیایی و استاد بازنشستۀ اخلاق زیستی در دانشگاه پرینستون است. سینگر در آثار خود، به ویژه در زمینۀ اخلاق کاربردی، از دیدگاه سکولار و فایده‌گرایانه به موضوعات می‌پردازد. او نویسندۀ کتاب آزادی حیوانات (۱۹۷۵) است که در آن از گیاهخواری دفاع می‌کند، و همچنین مقالۀ «قحطی، فراوانی و اخلاق» که در آن بر وظیفۀ اخلاقی کمک مالی به فقرا در سراسر جهان تأکید دارد. سینگر بخش عمدۀ فعالیت حرفه‌ای خود، یک فایده‌گرای ترجیحی بود. اما در کتاب دیدگاه جهان (۲۰۱۴) که با همکاری کاتارزینا دِ لازاری-رادک نوشت، فاش کرد که به یک فایده‌گرای لذت‌گرا تبدیل شده است.
او دو بار ریاست دپارتمان فلسفه در دانشگاه موناش را بر عهده داشت و مرکز اخلاق زیستی انسان را در آنجا تأسیس کرد. در سال ۱۹۹۶، او به عنوان نامزد حزب سبزها در ورود به سنای استرالیا ناکام شد. در سال ۲۰۰۴، شورای انجمن‌های انسان‌گرای استرالیا او را به عنوان انسان‌گرای سال استرالیا معرفی کرد. در سال ۲۰۰۵، روزنامۀ سیدنی مورنینگ هرالد او را در میان ده روشنفکر عمومی تاثیرگذار استرالیا قرار داد. سینگر یکی از بنیان‌گذاران حیوانات استرالیا (Animals Australia) و بنیان‌گذار سازمان غیرانتفاعی زندگی‌ای که می‌توانی نجات دهی (The Life You Can Save) است.

## اوایل زندگی و تحصیلات
پیتر سینگر در تاریخ ۶ ژوئیه ۱۹۴۶ در ملبورن، ایالت ویکتوریای استرالیا به دنیا آمد. والدین او از یهودیان اتریشی بودند که پس از الحاق اتریش به آلمان نازی در سال ۱۹۳۸، از وین به استرالیا مهاجرت کرده و در ملبورن ساکن شدند. پدربزرگ و مادربزرگ پدری‌اش توسط نازی‌ها به شهر ووچ لهستان برده شدند و احتمالاً به قتل رسیدند، زیرا دیگر خبری از آن‌ها به دست نیامد. پدربزرگ مادری‌اش، دیوید ارنست اوپنهایم (۱۸۸۱-۱۹۴۳)، که یک معلم و روان‌شناس بود و با زیگموند فروید و آلفرد آدلر همکاری داشت، در اردوگاه کار اجباری ترزین‌شتات به قتل رسید. اوپنهایم عضو انجمن روانکاوی وین بود و با فروید مقاله‌ای مشترک نوشت و بعدها به «انجمن روان‌شناسی فردی» آدلر پیوست. سینگر بعدها زندگی‌نامه‌ای از اوپنهایم نوشت.
سینگر که یک آتئیست است، در خانواده‌ای مرفه و غیرمذهبی بزرگ شد. پدرش تجارتی موفق در زمینه واردات چای و قهوه داشت. خانواده‌اش به ندرت اعیاد یهودی را برگزار می‌کردند و سینگر نیز از مراسم جشن تکلیف بَر میتصوا امتناع کرد. او در مدارس پرشیل  و سپس اسکاچ کالج تحصیل کرد. پس از پایان دبیرستان، سینگر در کالج اورموند دانشگاه ملبورن به تحصیل در رشته‌های حقوق، تاریخ و فلسفه پرداخت و در سال ۱۹۶۷ مدرک کارشناسی خود را گرفت. او توضیح داد که پس از گفت‌وگوهایی که با دوست‌پسر وقت خواهرش داشت، به فلسفه علاقه‌مند شد و این رشته را انتخاب کرد. در سال ۱۹۶۹، مدرک کارشناسی ارشد خود را با پایان‌نامه‌ای با عنوان چرا باید اخلاقی باشم؟ از همان دانشگاه دریافت کرد. او بورسیۀ تحصیل در دانشگاه آکسفورد را گرفت و در سال ۱۹۷۱ با پایان‌نامه‌ای دربارۀ نافرمانی مدنی که زیر نظر آر. ام. هیر نوشته بود، مدرک کارشناسی فلسفۀ خود را کسب کرد؛ این پایان‌نامه در سال ۱۹۷۳ به صورت یک کتاب منتشر شد. سینگر، هیر و همچنین فیلسوف استرالیایی اچ. جی. مک‌کلاسکی و فیلسوف بریتانیایی جی. ال. اچ. توماس را که به او «نحوۀ خواندن و درک هگل» را آموخت، به عنوان مهم‌ترین استادان خود نام می‌برد.
در مقدمۀ کتاب هگل: یک مقدمه بسیار کوتاه، سینگر دوران حضورش در کلاس‌های «استثنایی» توماس در آکسفورد را به یاد می‌آورد، جایی که دانشجویان مجبور بودند «عبارات پدیدارشناسی را جمله به جمله بررسی کنند تا به معنای آن‌ها پی ببرند.» یک روز در کالج بالیول آکسفورد، او با تجربه‌ای مواجه شد که به گفتۀ خودش، شاید مهم‌ترین تجربۀ شکل‌گیری زندگی‌اش بود. او پس از کلاس با یکی از همکلاسی‌های خود به نام ریچارد کِشِن که بعدها استاد دانشگاه کیپ برتون شد، در حال گفت‌وگو بود. آن‌ها برای ناهار به رستوران رفتند و کشن پس از شنیدن اینکه سس اسپاگتی حاوی گوشت است، سالاد سفارش داد، اما سینگر اسپاگتی خورد. سینگر از کشن دلیل اجتناب او از گوشت را پرسید. کشن نیز دلایل اخلاقی خود را توضیح داد. سینگر بعدها گفت: «هیچ‌وقت با یک گیاهخوار آشنا نشده بودم که چنین پاسخ ساده‌ای بدهد که بتوانم آن را بفهمم و با آن ارتباط برقرار کنم.» کشن بعدها سینگر را به دوستان گیاهخوارش معرفی کرد. سینگر توانست یک کتاب در مورد این موضوع به نام ماشین‌های حیوانی اثر روث هریسون پیدا کند و طی یک یا دو هفته، با همسرش صحبت کرد و گفت که به نظرش باید رژیم غذایی‌شان را تغییر دهند و نمی‌توانند خوردن گوشت را توجیه کنند.

## فعالیت دانشگاهی
پس از سه سال تدریس در کالج دانشگاهی آکسفورد، او به مدت ۱۶ ماه به عنوان استاد مدعو در دانشگاه نیویورک مشغول به کار شد. در این دوره، او بر دیدگاه‌های جیمز ریچلز و پیتر آنگر دربارۀ حیوانات و قحطی تأثیر گذاشت. در سال ۱۹۷۷، سینگر به ملبورن بازگشت و بیشتر دوران کاری خود را در آنجا گذراند، البته به جز دوره‌هایی که به عنوان استاد مدعو به خارج از کشور سفر می‌کرد. او در سال ۱۹۹۹ به دانشگاه پرینستون نقل مکان کرد.
در ژوئن ۲۰۱۱، سینگر علاوه بر کارش در پرینستون، به هیئت علمی کالج جدید علوم انسانی (یک کالج خصوصی در لندن) پیوست. او در سال ۲۰۲۳ آخرین سخنرانی خود را در پرینستون انجام داد و بازنشسته شد. از سال ۲۰۰۱، او به طور منظم برای پراجکت سیندیکت مطلب می‌نویسد.
به گفتۀ هلگا کوزه، فیلسوف برجسته، سینگر تقریباً شناخته‌شده‌ترین و پرمخاطب‌ترین فیلسوف معاصر است. مایکل اسپکتر نیز می‌گوید که سینگر یکی از تأثیرگذارترین فیلسوفان معاصر است. او در سال ۲۰۱۸، به همراه فرانسسکا مینروا (متخصص اخلاق زیستی) و جف مک‌ماهان (فیلسوف اخلاق)، نشریۀ ایده‌های بحث‌برانگیز (Journal of Controversial Ideas) را تأسیس کرد که به صورت دسترسی آزاد منتشر می‌شود.

## اخلاق کاربردی

### اخلاق عملی
کتاب اخلاق عملی (Practical Ethics) نوشتۀ سینگر که در سال ۱۹۷۹ منتشر شد، یک اثر تأثیرگذار در حوزۀ اخلاق کاربردی است. در این کتاب، سینگر به شکلی نظام‌مند، چارچوب فایده‌گرایی ترجیحی را برای حل طیف وسیعی از مسائل اخلاقی معاصر، از جمله برابری، فقر جهانی، اتانازی، گیاهخواری اخلاقی، اخلاق محیط‌زیست، نافرمانی مدنی و خشونت به کار می‌برد. او خوانندگان را به چالش می‌کشد تا در درک اخلاقی خود تجدیدنظر کنند و موضعی منطقی‌تر و منسجم‌تر را اتخاذ نمایند که اغلب به نتایج بحث‌برانگیزی منجر می‌شود.
این کتاب به این موضوع می‌پردازد که چرا و چگونه باید منافع موجودات زنده را در نظر گرفت. از دیدگاه سینگر، اخلاق نیازمند یک دیدگاه بی‌طرفانه و «جهان‌شمول» است و او اصل در نظر گرفتن برابر منافع را مطرح می‌کند. این اصل به معنای رفتار یکسان با همه نیست، زیرا منافع مختلف (مثلاً اجتناب از درد در مقابل پرورش توانایی‌ها) نیازمند رفتارهای متفاوتی هستند. همچنین، عواملی مانند کاهش فایدۀ نهایی می‌توانند بر نحوۀ رفتار با منافع مشابه تأثیر بگذارند (برای مثال، منافع یک فرد گرسنه برای دریافت غذا، بر منافع یک فرد کمی گرسنه ارجحیت دارد).
معیار اصلی برای اینکه یک موجود، منافعی داشته باشد که شایسته توجه برابر است، حسمندی است، که به عنوان توانایی تجربۀ درد یا لذت تعریف می‌شود. موجودات حسمند همچنین منافعی در توسعۀ توانایی‌های خود، تأمین نیازهای اساسی مانند غذا و سرپناه، داشتن روابط گرم شخصی، و آزادی در پیگیری پروژه‌های خود بدون دخالت دیگران دارند.: 23  نتیجه‌ این می‌شود که فرد باید راهی را انتخاب کند که به احتمال زیاد منافع تمام افراد درگیر را به حداکثر می‌رساند.
گامی که سینگر در زمینۀ جهانی‌سازی برمی‌دارد، فارغ از اینکه چه کسی آن منافع را داراست، بر منافع اعمال می‌شود. در حالی که کانت این گام را بر قضاوت‌های عاملان منطقی (مانند مفهوم ملکوت غایات کانت یا وضع نخستین جان رالز) اعمال می‌کند. این گام جهانی‌سازی که سینگر ریشه‌های آن را از ایمانوئل کانت تا آر. ام. هیر می‌داند، بسیار مهم است و او را از نظریه‌پردازان اخلاقی که اخلاق را به ملاحظات شخصی گره می‌زنند (مانند توماس هابز و دیوید گوتیه) متمایز می‌کند.
به باور سینگر، جهانی‌سازی به طور مستقیم به فایده‌گرایی منتهی می‌شود، با این استدلال که منافع شخصی نمی‌تواند ارزشی بیش از منافع دیگران داشته باشد. سینگر، جهانی‌سازی کانتی را نسبت به حیوانات ناعادلانه می‌داند. در مورد نظریات هابزی، سینگر در فصل آخر کتاب اخلاق عملی تلاش می‌کند تا برای آن‌ها پاسخی ارائه دهد و استدلال می‌کند که دلایل خودخواهانه از پذیرش این دیدگاه اخلاقی حمایت می‌کنند. از جملۀ این دلایل خودخواهانه، «پارادوکس لذت‌گرایی» است که توصیه می‌کند بهترین راه برای یافتن خوشبختی، دنبال نکردن آن است و همچنین نیاز اکثر مردم به ارتباط با چیزی فراتر از نگرانی‌های شخصی خودشان است. سینگر خود را یک حسمندگرا می‌داند؛ حسمندگرایی موضع اخلاقی‌ای است که به تمام موجودات حسمند، ملاحظات اخلاقی اعطا می‌کند.